# Sideritis syriaca
Sideritis syriaca es una planta de la familia de las lamiáceas.

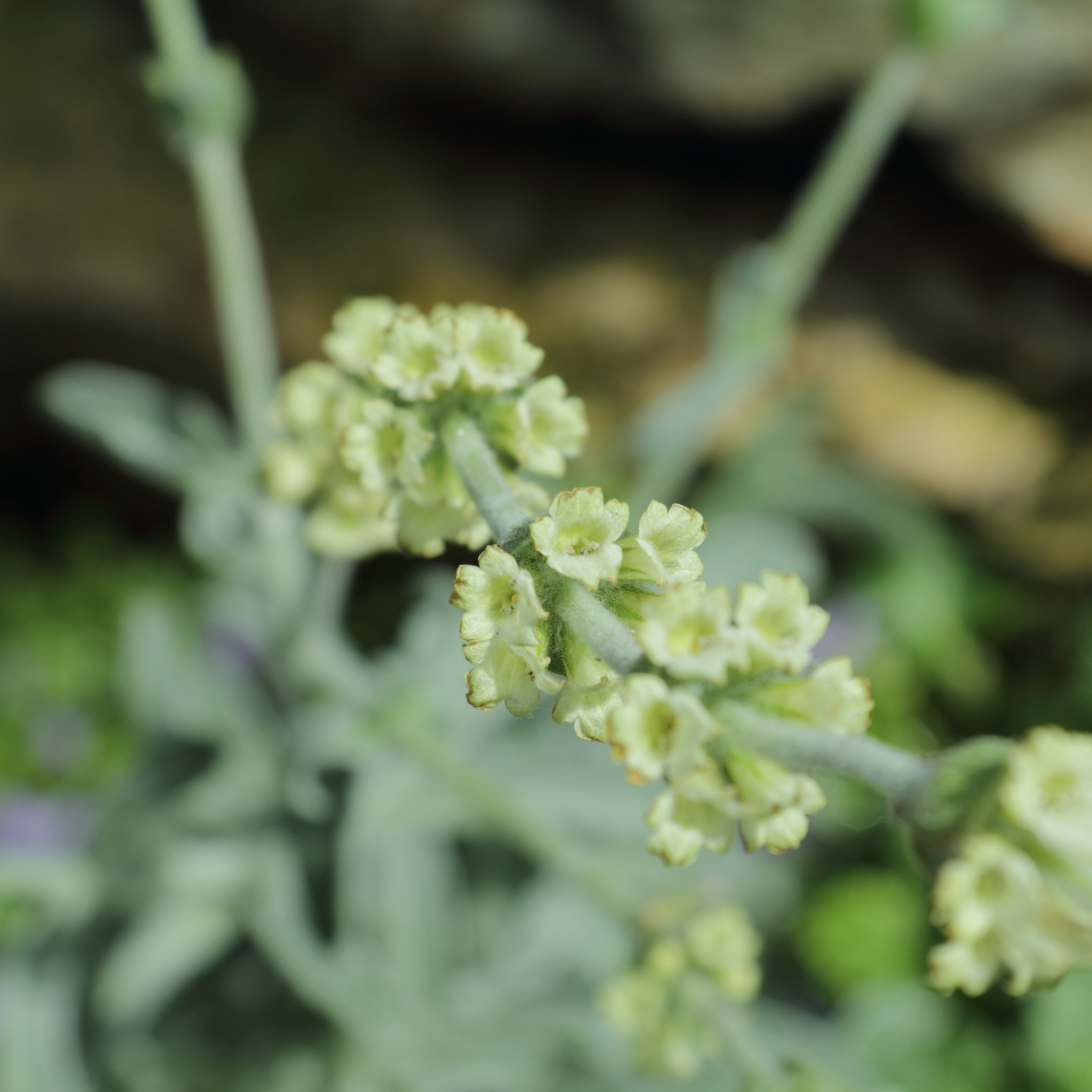
Detalle

## Descripción
Semiarbusto cubierto de una pubescencia lanosa gris o blanca que huele a salvia, de 10-50 cm de alto. Hojas opuestas, pubescentes por ambas caras, las inferiores estrechamente ovaladas, de 1-6 cm de largo y 5-20 mm de ancho, de margen entero, incisas o dentadas, las superiores lineares-lanceoladas u oblongas, de hasta 8 cm de largo y 18 mm de ancho, de márgenes enteros. Flores en número de 6 a 12 en 5 -20 verticilos que se sitúan normalmente distanciados. Esporofilos medios casi redondos, de 6-10 mm de largo, puntiagudos, suelen ser más cortos que las flores, de márgenes enteros. Cáliz de pubescencia lanosa, de 7-12 mm de largo, con 5 dientes iguales. Corola amarilla, claramente pubescente, de 9-15 mm de largo. Labio superior bífido, el inferior tilobado, 4 estambres encerrados en el tubo corolino. Muy rico en formas.

## Hábitat
Garrigas, praderas secas sobre cal.

## Distribución
Mediterráneo central y oriental. Desde Sicilia hasta Crimea.

## Usos
En Grecia y Albania es utilizada para preparar una infusión llamada te de montaña.

## Taxonomía
Sideritis syriaca fue descrita por  Carlos Linneo y publicado en Sp. Pl. 574 1753.
Etimología
Sideritis: nombre genérico que deriva del griego "sideritis" y que puede ser traducido literalmente como "el que es o tiene hierro". La planta era conocida por los antiguos griegos, específicamente Dioscórides y Teofrasto. A pesar de que Dioscórides describe tres especies, sólo una (probablemente S. scordioides) se cree que se refiere a sideritis. En la antigüedad sideritis era una referencia genérica para plantas capaces de la curación de heridas causadas por armas de hierro en las batallas. Sin embargo otros sostienen que el nombre se deriva de la forma del sépalo que se asemeja a la punta de una lanza.
syriaca: epíteto geográfico que alude a su localización en Siria.
Variedad aceptada
- Sideritis syriaca subsp. nusairiensis (Post) Hub.-Mor.

Sinonimia
- Navicularia heisteri Fabr. ex Benth.
- Navicularia syriaca (L.) Soják
- Sideritis boissieri Magnier
- Sideritis cretica Boiss.
- Sideritis syriaca subsp. syriaca[7]